# 撫養町立岩
撫養町立岩（むやちょうたていわ）は、徳島県鳴門市の大字。郵便番号は772-0017。

## 地理
鳴門市東部に位置する。北は撫養町林崎に接し、西は撫養川に接し、東は里浦町里浦に接する。住宅地及び公共施設として使われる。妙見山の麓に鳴門市林崎小学校・鳴門市第二中学校等がある。字四枚にある鳴門・大塚スポーツパーク（旧称：徳島県鳴門総合運動公園）には、陸上競技場や野球場等のスポーツ施設が設置されている。

### 河川
- 撫養川

### 小字
| - 内田 - 芥原 - 五枚 - 七枚 | - 四枚 - 原田 - 元地 - 六枚 |  |

## 歴史
北部は古くから住宅地を形成しており、中部・南部の字七枚・元地・六枚・四枚・五枚は、かつては殆どが塩田であったが、1969年度（昭和44年度）から始まった立岩土地区画整理事業により、塩田は埋め立てられた。

### 沿革
江戸期から1889年（明治22年）にかけては板東郡および板野郡の村であった。1664年（寛文4年）より板野郡に属する。1889年（明治22年）に同郡撫養町の大字となった。1947年（昭和22年）3月には鳴南市、同年5月より現在の鳴門市の字名となる。

## 施設

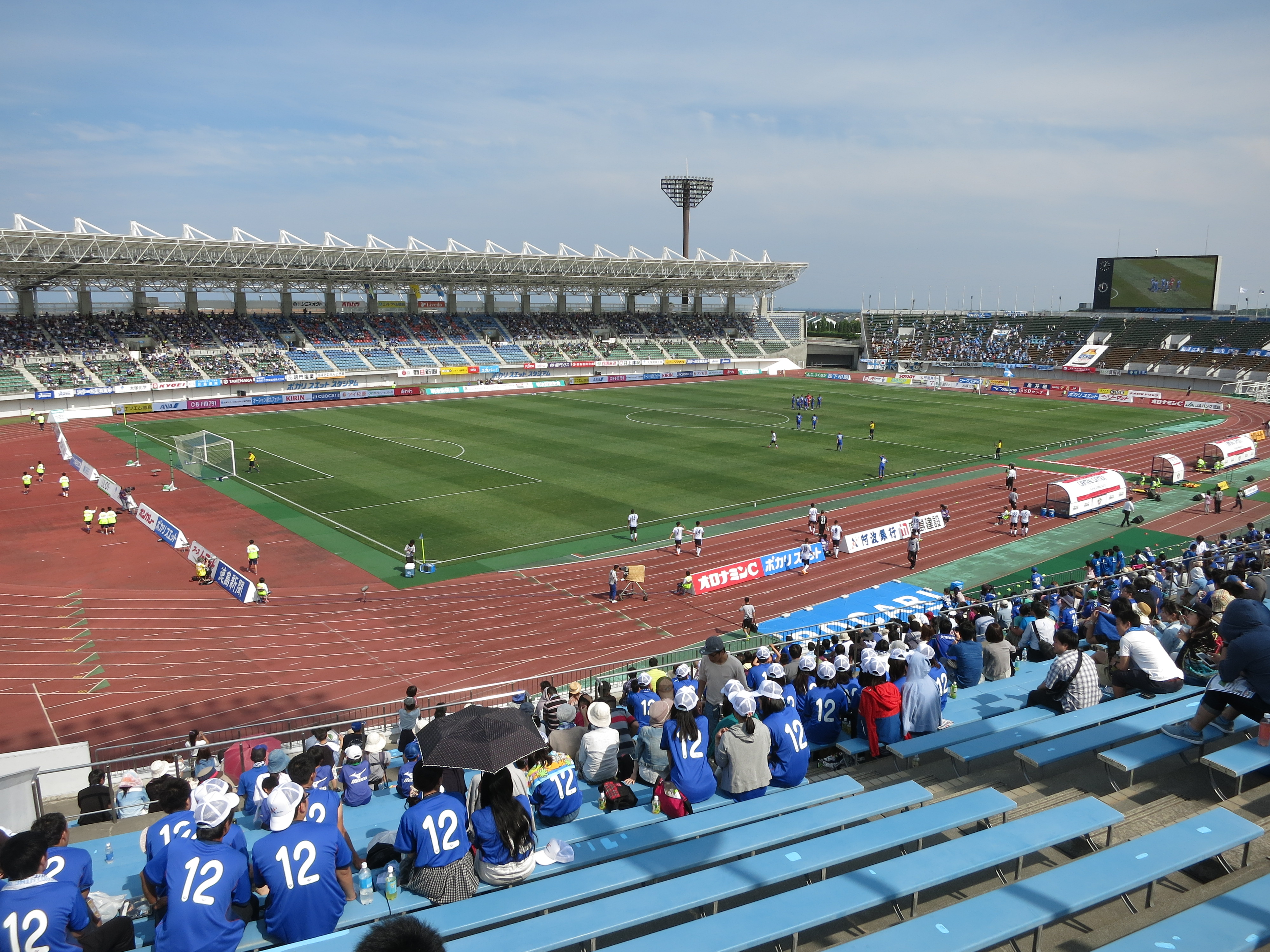
鳴門・大塚スポーツパークポカリスエットスタジアム

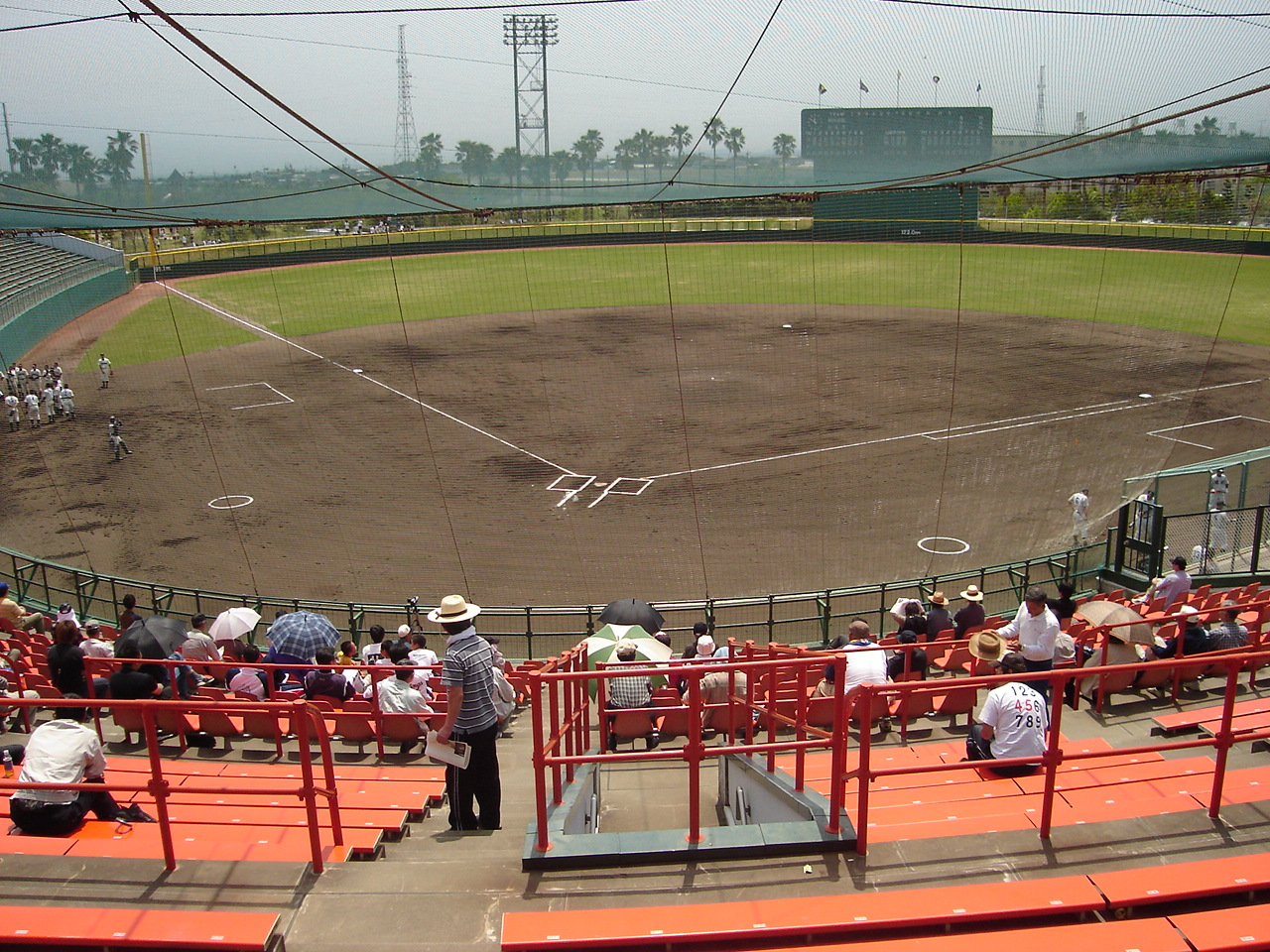
オロナミンC球場

- 鳴門・大塚スポーツパーク
  - 鳴門・大塚スポーツパークポカリスエットスタジアム（陸上競技場）
  - 第二陸上競技場
  - アミノバリューホール（体育館）
  - オロナミンC球場（野球場）
  - 球技場
  - ソイジョイ武道館（武道館） など
- 撫養川親水公園
- 恵比須神社
- 鳴門市第二中学校
- 鳴門市林崎小学校
- 大塚製薬工場本社
- テレビ鳴門本社

## 世帯数と人口
2022年（令和4年）7月31日現在の世帯数と人口は以下の通りである。
| 町丁       | 世帯数    | 人口    |
| ---------- | --------- | ------- |
| 撫養町立岩 | 1,420世帯 | 3,100人 |

## 小・中学校の学区
市立小・中学校に通う場合、学区は以下の通りとなる。
| 番地 | 小学校             | 中学校             |
| ---- | ------------------ | ------------------ |
| 全域 | 鳴門市立林崎小学校 | 鳴門市立第二中学校 |

## 交通

### 道路
都道府県道
- 徳島県道184号粟津港撫養線

### バス
鳴門市地域バス・徳島バス
- 運動公園口